# Menander von Ephesos
Menander von Ephesos war ein antiker griechischer Historiker, der um 200 v. Chr. gelebt haben soll. 
Über seine Person ist kaum etwas bekannt, er soll aber ein Schüler des Eratosthenes gewesen sein. Menander gilt als Verfasser einer griechischen Universalchronik, von der aber nur Fragmente erhalten sind (Die Fragmente der griechischen Historiker, Nr. 783). Flavius Josephus zitiert in seinem Werk Contra Apionem aus Menanders Werk (Contra Apionem I 116ff.), das ihm anscheinend als eine Quelle, vielleicht vermittelt über eine Zwischenquelle, für die tyrische Königsliste diente. Menander hat sich anderen Fragmenten zufolge (Josephus nennt ihn auch in seinen Jüdischen Altertümern) anscheinend auf gute Quellen stützen können und wertvolles Material bezüglich der phönizischen Geschichte gesammelt.